# Sibilla di Sassonia-Coburgo-Gotha
Sibilla di Sassonia-Coburgo-Gotha (nome completo in tedesco Sibylle Calma Maria Alice Bathildis Feodora; Gotha, 18 gennaio 1908 – Stoccolma, 28 novembre 1972) è stata duchessa consorte di Västerbotten dal 1932 al 1947, come moglie del principe Gustavo Adolfo.
Fu la madre dell'attuale re di Svezia, Carlo XVI Gustavo.

## Biografia

### I primi anni

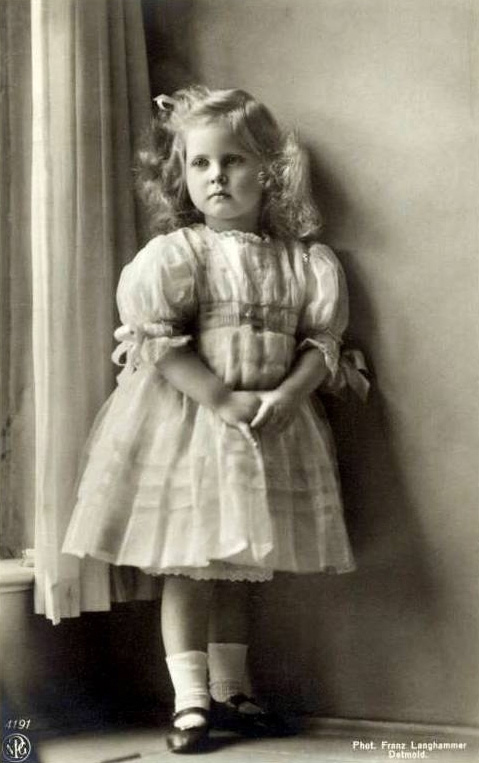
La principessa Sibilla nel 1914.

Sibilla nacque a Castello Friedenstein il 18 gennaio 1908, secondogenita del duca Carlo Edoardo e di Vittoria Adelaide di Schleswig-Holstein-Sonderburg-Glücksburg. Attraverso suo padre, era una bisnipote di Vittoria del Regno Unito.
Inizialmente venne educata da governanti e tutori privati, per frequentare in seguito il Gymnasium Alexandrinum di Coburgo e la Kunstgewerbeschule a Weimar.

### Matrimonio
Nel novembre 1931, Sibilla era a Londra per partecipare alle nozze di Lady May Cambridge come damigella. Una delle altre damigelle era Ingrid di Svezia, che presentò Sibilla a suo fratello, il Principe Gustavo Adolfo, Duca di Västerbotten. Il loro fidanzamento fu annunciato al Palazzo di Callenberg a Coburgo il 16 giugno 1932.

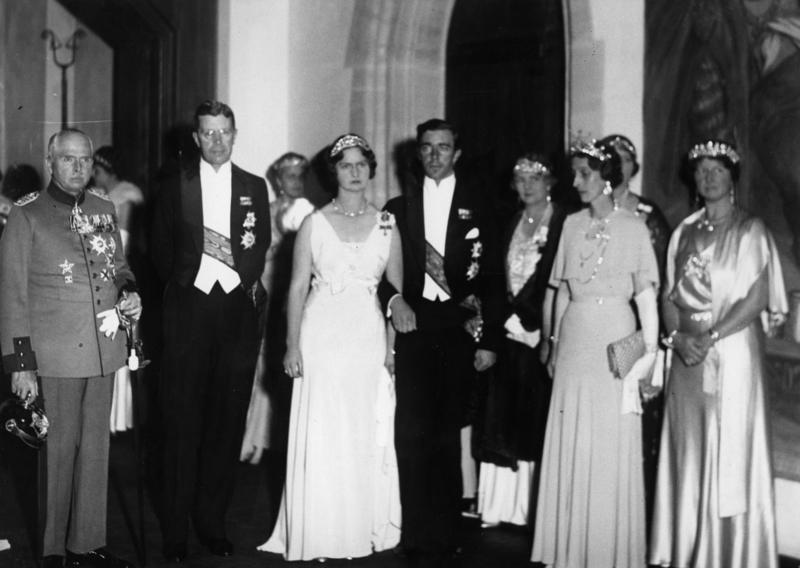
Le nozze della Principessa Sibilla e del Principe Gustavo Adolfo di Svezia a Coburgo nel 1932.

 Il 19 ottobre 1932 a Coburgo, Sibilla sposò suo cugino di secondo grado il Principe Gustavo Adolfo, Duca di Västerbotten, in una cerimonia civile, seguita dalle nozze religiose il giorno successivo nella Chiesa di San Maurizio (Coburgo). Gustavo Adolfo era il maggiore dei figli maschi del Principe della Corona Gustavo Adolfo di Svezia (in seguito Re Gustavo VI Adolfo) e della Principessa Margherita di Connaught, una nipote della Regina Vittoria. Sia Sibilla che il suo consorte erano bisnipoti della Regina Vittoria. Sibilla non diventò mai principessa ereditaria poiché suo marito morì prima del nonno, Re Gustavo V.
Il matrimonio fu celebrato in maniera ufficiale a Coburgo, poiché il Presidente Hindenburg aveva ordinato che nessun onore doveva essere prestato. Tuttavia, dato che la città di Coburgo diventò all'epoca dominio del partito nazista, i festeggiamenti che si tennero furono influenzato dai nazisti, il che fece una pessima impressione in Svezia. La coppia trascorse la loro luna di miele in Italia prima di arrivare a Stoccolma il 25 novembre 1932.

### Principessa di Svezia
La coppia si stabilì al Palazzo di Haga, motivo per il quale le loro quattro figlie erano comunemente note durante la loro infanzia in svedese come le "Hagaprinsessorna" (italiano: "Le Principesse Haga"). Sibilla intraprese i suoi doveri reali appena due giorni dopo il suo arrivo, quando, assistita dalla principessa Ingrid, offrì un premio al vincitore di un torneo di scherma. Sibilla condivideva l'entusiasmo di suo marito per lo sport e le attività all'aria aperta, la coppia possedeva un cottage sull'isola di Ingarö ed un altro a Storlien. Sibilla era anche una forte sostenitrice del movimento del guidismo svedese.
Sibilla, tuttavia, non fu popolare in Svezia. Lei e suo marito erano ospiti frequenti presso varie associazioni tedesche e club a Stoccolma, il che li rendeva sospetti agli occhi del pubblico e della stampa che, nel corso del 1930, associava facilmente tutto ciò che era tedesco con il partito nazista. Il fatto che i membri della sua stessa famiglia e dei parenti in Germania erano attivisti nazisti influenzò anche la sua reputazione in Svezia. Inoltre, Sibilla aveva difficoltà ad apprendere la lingua svedese, il che ha contribuito alla distanza tra lei e l'opinione pubblica svedese. Nel corso del tempo, Sibila divenne più riservata, mentre il suo (e del marito) rapporto con la stampa non fu mai molto buono, anche se compiva sforzi per colmare la distanza.
Tra i suoi incarichi ufficiali vi era furono la presidenza di Sällskapet Barnavård nel 1948 e la presidenza onoraria della Hörselfrämjandet nel 1935; la Sveriges flickscoutråd nel 1939; la Kvinnliga bilkåren nel 1939; la Stiftelsen Solstickan nel 1941; la Stiftelsen Drottning Victorias Vilohem på Öland nel 1951. Nel 1938 fondò la Prinsessan Sibyllas S:t Martin-stiftelse.

### Vita successiva

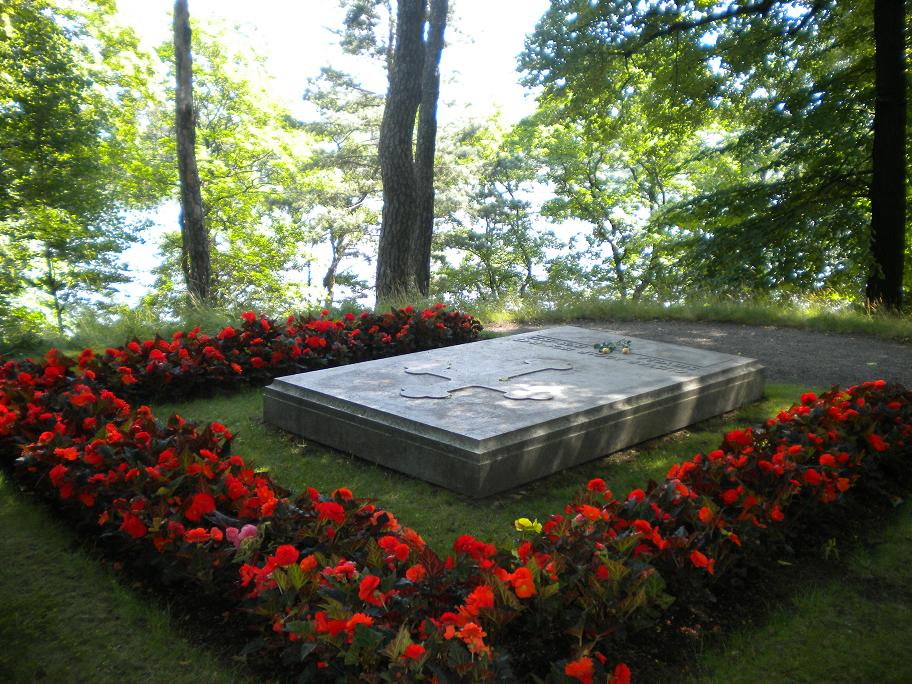
Tomba di Sibilla e di Gustavo Adolfo sull'isola di Karlsborg a Solna, Svezia

Sibilla diventò vedova nel 1947 quando il principe Gustavo Adolfo morì in un incidente aereo all'aeroporto di Copenaghen in Danimarca. Il loro unico figlio maschio, il principe Carlo Gustavo, diventò secondo nella linea di successione al trono all'età di nove mesi e nel 1950 principe ereditario all'età di quattro anni. Nel 1951 la principessa Sibilla si trasferì da Haga al Palazzo Reale di Stoccolma. Durante le estati, rimaneva a Solliden. Nel corso di questi anni, sviluppò un interesse per le questioni ambientali.
Dopo che la matrigna di suo marito, la Regina Luisa morì nel 1965, Sibilla diventò la prima donna del Regno, assistendo il suocero durante i suoi impegni ufficiali. Durante questi anni, godé di un po' più di popolarità, il che fece sì che il suo umorismo e il senso di auto-ironia diventassero più noti e apprezzati. Continuò con i cosiddetti "pranzi delle signore democratiche" per le donne in carriera, sostenuti dalla regina Louise a partire dal 1962 come una sostituzione della presentazione a corte.
Sibilla morì a Stoccolma per un cancro all'intestino, qualche mese prima che il figlio salisse al trono. Dopo le esequie, le sue ceneri furono sepolte nel cimitero reale.

## Figli
Dal matrimonio con Gustavo Adolfo nacquero cinque figli:
- Margherita, principessa di Svezia (31 ottobre 1934), sposò nel 1964 John Ambler, hanno avuto figli.
- Brigitta, principessa di Svezia (19 gennaio 1937 - 4 dicembre 2024), sposò nel 1961 Giovanni Giorgio di Hohenzollern-Sigmaringen, hanno avuto figli.
- Desirée, principessa di Svezia (2 giugno 1938), sposò nel 1964 Nils-August Otto Silfverschiöld, hanno avuto figli.
- Cristina, principessa di Svezia (3 agosto 1943), sposò nel 1974 Tord Gösta Magnuson, hanno avuto figli.
- Carlo XVI Gustavo di Svezia (30 aprile 1946); sposò nel 1976 Silvia Sommerlath, hanno avuto figli.

## Titoli, trattamento, onorificenze e stemma

### Titoli e trattamento
- 18 gennaio 1908 – 28 marzo 1919: Sua Altezza Reale Principessa Sibilla di Sassonia-Coburgo e Gotha, Duchessa in Sassonia, Principessa di Gran Bretagna e Irlanda
- 28 marzo 1919 – 19 ottobre 1932: Sua Altezza Principessa Sibilla di Sassonia-Coburgo e Gotha, Duchessa in Sassonia
- 19 ottobre 1932 –  26 gennaio 1947: Sua Altezza Reale Principessa Sibilla di Svezia, Duchessa Consorte di Västerbotten, Principessa di Sassonia-Coburgo e Gotha, Duchessa in Sassonia
- 26 gennaio 1947 – 28 novembre 1972: Sua Altezza Reale Principessa Sibilla di Svezia, Duchessa Vedova di Västerbotten, Principessa di Sassonia-Coburgo e Gotha, Duchessa in Sassonia

## Ascendenza
|                                                                |                                                            |                                                                      | Genitori                                            |  |  | Nonni |  |  | Bisnonni                                     |  |  | Trisnonni                                 |  |
|                                                                |                                                            |                                                                      |                                                     |  |  |       |  |  | Principe Alberto di Sassonia-Coburgo e Gotha |  |  | Ernesto I, Duca di Sassonia-Coburgo-Gotha |  |
|                                                                |                                                            |                                                                      |                                                     |  |  |       |  |  | Principe Alberto di Sassonia-Coburgo e Gotha |  |  | Ernesto I, Duca di Sassonia-Coburgo-Gotha |  |
|                                                                |                                                            | Principessa Luisa di Sassonia-Gotha-Altenburg                        |                                                     |  |  |       |  |  | Principe Alberto di Sassonia-Coburgo e Gotha |  |  |                                           |  |
| Principe Leopoldo, Duca di Albany                              |                                                            |                                                                      |                                                     |  |  |       |  |  | Principe Alberto di Sassonia-Coburgo e Gotha |  |  |                                           |  |
|                                                                |                                                            | Vittoria del Regno Unito                                             | Principe Edoardo, Duca di Kent e Strathearn         |  |  |       |  |  |                                              |  |  |                                           |  |
|                                                                |                                                            | Vittoria del Regno Unito                                             | Principe Edoardo, Duca di Kent e Strathearn         |  |  |       |  |  |                                              |  |  |                                           |  |
|                                                                |                                                            | Vittoria del Regno Unito                                             | Principessa Vittoria di Sassonia-Coburgo-Saalfeld   |  |  |       |  |  |                                              |  |  |                                           |  |
| Carlo Edoardo, Duca di Sassonia-Coburgo e Gotha                |                                                            | Vittoria del Regno Unito                                             |                                                     |  |  |       |  |  |                                              |  |  |                                           |  |
|                                                                |                                                            | Giorgio Vittorio, Principe di Waldeck e Pyrmont                      | Giorgio II, Principe di Waldeck e Pyrmont           |  |  |       |  |  |                                              |  |  |                                           |  |
|                                                                |                                                            | Giorgio Vittorio, Principe di Waldeck e Pyrmont                      | Giorgio II, Principe di Waldeck e Pyrmont           |  |  |       |  |  |                                              |  |  |                                           |  |
|                                                                |                                                            | Giorgio Vittorio, Principe di Waldeck e Pyrmont                      | Principessa Emma di Anhalt-Bernburg-Schaumburg-Hoym |  |  |       |  |  |                                              |  |  |                                           |  |
| Principessa Elena di Waldeck e Pyrmont                         |                                                            | Giorgio Vittorio, Principe di Waldeck e Pyrmont                      |                                                     |  |  |       |  |  |                                              |  |  |                                           |  |
|                                                                |                                                            | Principessa Elena di Nassau                                          | Guglielmo, Duca di Nassau                           |  |  |       |  |  |                                              |  |  |                                           |  |
|                                                                |                                                            | Principessa Elena di Nassau                                          | Guglielmo, Duca di Nassau                           |  |  |       |  |  |                                              |  |  |                                           |  |
|                                                                |                                                            | Principessa Elena di Nassau                                          | Principessa Paolina di Württemberg                  |  |  |       |  |  |                                              |  |  |                                           |  |
| Principessa Sibilla di Sassonia-Coburgo e Gotha                |                                                            | Principessa Elena di Nassau                                          |                                                     |  |  |       |  |  |                                              |  |  |                                           |  |
|                                                                | Federico, Duca di Schleswig-Holstein-Sonderburg-Glücksburg | Federico Guglielmo, Duca di Schleswig-Holstein-Sonderburg-Glücksburg |                                                     |  |  |       |  |  |                                              |  |  |                                           |  |
|                                                                | Federico, Duca di Schleswig-Holstein-Sonderburg-Glücksburg | Federico Guglielmo, Duca di Schleswig-Holstein-Sonderburg-Glücksburg |                                                     |  |  |       |  |  |                                              |  |  |                                           |  |
|                                                                | Federico, Duca di Schleswig-Holstein-Sonderburg-Glücksburg | Principessa Luisa Carolina d'Assia-Kassel                            |                                                     |  |  |       |  |  |                                              |  |  |                                           |  |
| Federico Ferdinando, Duca di Schleswig-Holstein                | Federico, Duca di Schleswig-Holstein-Sonderburg-Glücksburg |                                                                      |                                                     |  |  |       |  |  |                                              |  |  |                                           |  |
|                                                                |                                                            | Principessa Adelaide di Schaumburg-Lippe                             | Giorgio Guglielmo, Principe di Schaumburg-Lippe     |  |  |       |  |  |                                              |  |  |                                           |  |
|                                                                |                                                            | Principessa Adelaide di Schaumburg-Lippe                             | Giorgio Guglielmo, Principe di Schaumburg-Lippe     |  |  |       |  |  |                                              |  |  |                                           |  |
|                                                                |                                                            | Principessa Adelaide di Schaumburg-Lippe                             | Principessa Ida di Waldeck e Pyrmont                |  |  |       |  |  |                                              |  |  |                                           |  |
| Principessa Vittoria Adelaide di Schleswig-Holstein            |                                                            | Principessa Adelaide di Schaumburg-Lippe                             |                                                     |  |  |       |  |  |                                              |  |  |                                           |  |
|                                                                |                                                            | Federico VIII, Duca di Schleswig-Holstein                            | Cristiano, Duca di Augustenburg                     |  |  |       |  |  |                                              |  |  |                                           |  |
|                                                                |                                                            | Federico VIII, Duca di Schleswig-Holstein                            | Cristiano, Duca di Augustenburg                     |  |  |       |  |  |                                              |  |  |                                           |  |
|                                                                |                                                            | Federico VIII, Duca di Schleswig-Holstein                            | Contessa Luisa Sofia di Danneskiold-Samsøe          |  |  |       |  |  |                                              |  |  |                                           |  |
| Carolina Matilde di Schleswig-Holstein-Sonderburg-Augustenburg |                                                            | Federico VIII, Duca di Schleswig-Holstein                            |                                                     |  |  |       |  |  |                                              |  |  |                                           |  |
|                                                                |                                                            | Principessa Adelaide di Hohenlohe-Langenburg                         | Ernesto I, Principe di Hohenlohe-Langenburg         |  |  |       |  |  |                                              |  |  |                                           |  |
|                                                                |                                                            | Principessa Adelaide di Hohenlohe-Langenburg                         | Ernesto I, Principe di Hohenlohe-Langenburg         |  |  |       |  |  |                                              |  |  |                                           |  |
|                                                                |                                                            | Principessa Adelaide di Hohenlohe-Langenburg                         | Principessa Feodora di Leiningen                    |  |  |       |  |  |                                              |  |  |                                           |  |
|                                                                |                                                            | Principessa Adelaide di Hohenlohe-Langenburg                         |                                                     |  |  |       |  |  |                                              |  |  |                                           |  |